# Sphaerodactylus intermedius
Espèce
Synonymes
- Sphaerodactylus drapetiscus Schwartz, 1958

Sphaerodactylus intermedius est une espèce de geckos de la famille des Sphaerodactylidae.

## Répartition
Cette espèce se rencontre :
- aux Bahamas dans les îles de Great Inagua et de San Salvador ;
- à Cuba dans les provinces de La Havane et de Matanzas.

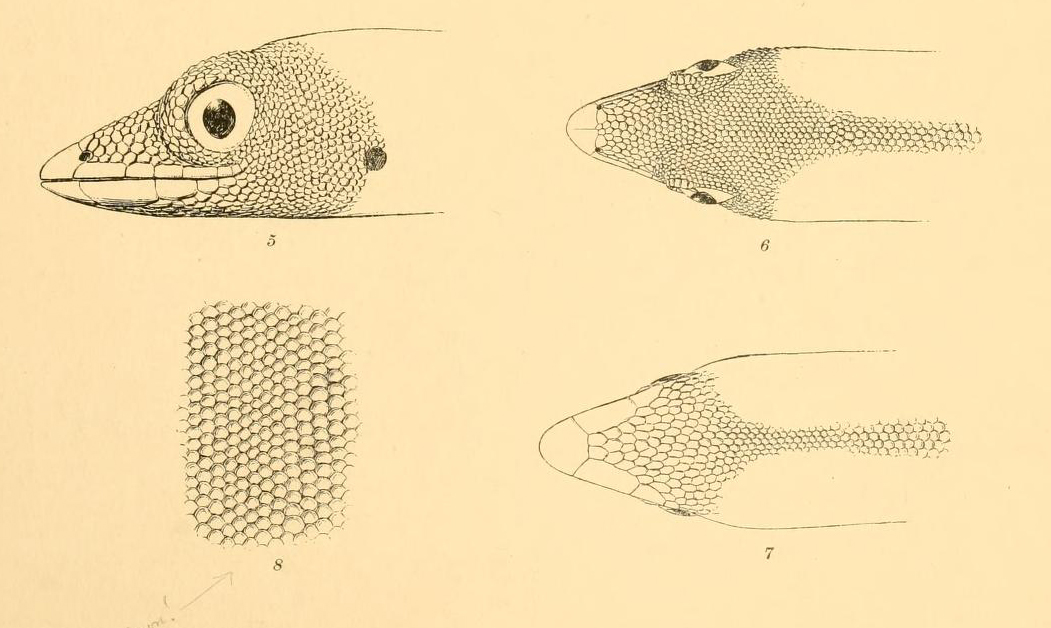

## Publication originale
- Barbour & Ramsden, 1919 : The herpetology of Cuba. Memoirs of the Museum of Comparative Zoölogy, at Harvard College, vol. 47, n. 2, p. 69-213 (texte intégral).